# Benavides (Texas)
Pour les articles homonymes, voir Benavides.
La ville de Benavides est située dans le comté de Duval, dans l’État du Texas, aux États-Unis. Sa population s’élevait à 1 362 habitants lors du recensement de 2010, estimée à 1 324 habitants en 2016.

## Source
- (en) Cet article est partiellement ou en totalité issu de l’article de Wikipédia en anglais intitulé « Benavides, Texas » (voir la liste des auteurs).